# حوزه انتخابیه بیست‌وسوم نیویورک
حوزه انتخابیه بیست‌وسوم نیویورک یک حوزه انتخابیه مجلس نمایندگان آمریکا است که در ایالت نیویورک قرار دارد.